# Tomoe Miyamoto
Tomoe Miyamoto –en japonés: 宮本 知恵, Miyamoto Tomoe– (13 de junio de 1978) es un deportista japonesa que compitió en lucha libre. Ganó una medalla de bronce en el Campeonato Mundial de Lucha de 2000, en la categoría de 68 kg.

## Palmarés internacional
| Campeonato Mundial | Campeonato Mundial | Campeonato Mundial | Campeonato Mundial |
| Año                | Lugar              | Medalla            | Categoría          |
| ------------------ | ------------------ | ------------------ | ------------------ |
| 2000               | Sofía (Bulgaria)   | Medalla de bronce  | 68 kg              |